# Кашира, Павел Тимофеевич
Кашира Павел Тимофеевич (12 [25] июня 1914, Боровое, Исилькульский район — 15 ноября 1984, Анжеро-Судженск, Кемеровская область) — советский шахтёр, навалоотбойщик шахты № 5/7 треста «Анжероуголь» комбината «Кузбассуголь». Герой Социалистического Труда (1957).

## Биография
Родился 12 июня 1914 года в деревне Боровое (ныне Исилькульского района Омской области).
Трудовую деятельность начал в колхозе. После службы в Красной армии в 1938 году пришёл работать на шахту № 5/7 имени Кирова в городе Анжеро-Судженск. Работал забойщиком, с 1942 года — бригадиром бригады очистного забоя участка № 2 шахты № 5/7. В 1947 году вступил в ВКП(б).
Указом Президиума Верховного Совета СССР от 26 апреля 1957 года за выдающиеся успехи, достигнутые в деле развития угольной промышленности в годы пятой пятилетки и в 1956 году, Кашире Павлу Тимофеевичу присвоено звание Героя Социалистического Труда с вручением ордена Ленина и золотой медали «Серп и Молот». Являлся не только хорошим организатором, но и наставником молодёжи. За своё бригадирство воспитал целую плеяду отличных горняков из молодых рабочих.
В 1964—1965 годах — горнорабочий, в 1965—1968 годах — подземный машинист, крепильщик, в 1969—1970 годах — машинист шахтных машин, в 1970—1973 годах — доставщик-такелажник, в 1978—1982 годах — рабочий хозяйственного цеха, с 1982 года — горнорабочий поверхностного комплекса шахты «Судженская».
Депутат Кемеровского областного совета депутатов трудящихся 8-го и 9-го созывов.
Умер 15 ноября 1984 года в Анжеро-Судженске.

## Награды
- Орден Ленина (26.04.1957);
- Медаль «За трудовую доблесть»» (13.10.1948);
- Почётный шахтёр (26.06.1953).